# Hermanas de la Santísima Trinidad
La Congregación de Hermanas de la Santísima Trinidad (en latín: Congregatio sororum Sanctissimae Trinitatis), más conocidas como trinitarias de Madrid o simplemente como hermanas trinitarias son un instituto religioso de derecho pontificio, fundado en Madrid el 2 de febrero de 1885 por Francisco de Asís Méndez Casariego y Mariana Allsopp González-Manrique. Los miembros de este instituto posponen a sus nombres las siglas HH.TT.

## Historia

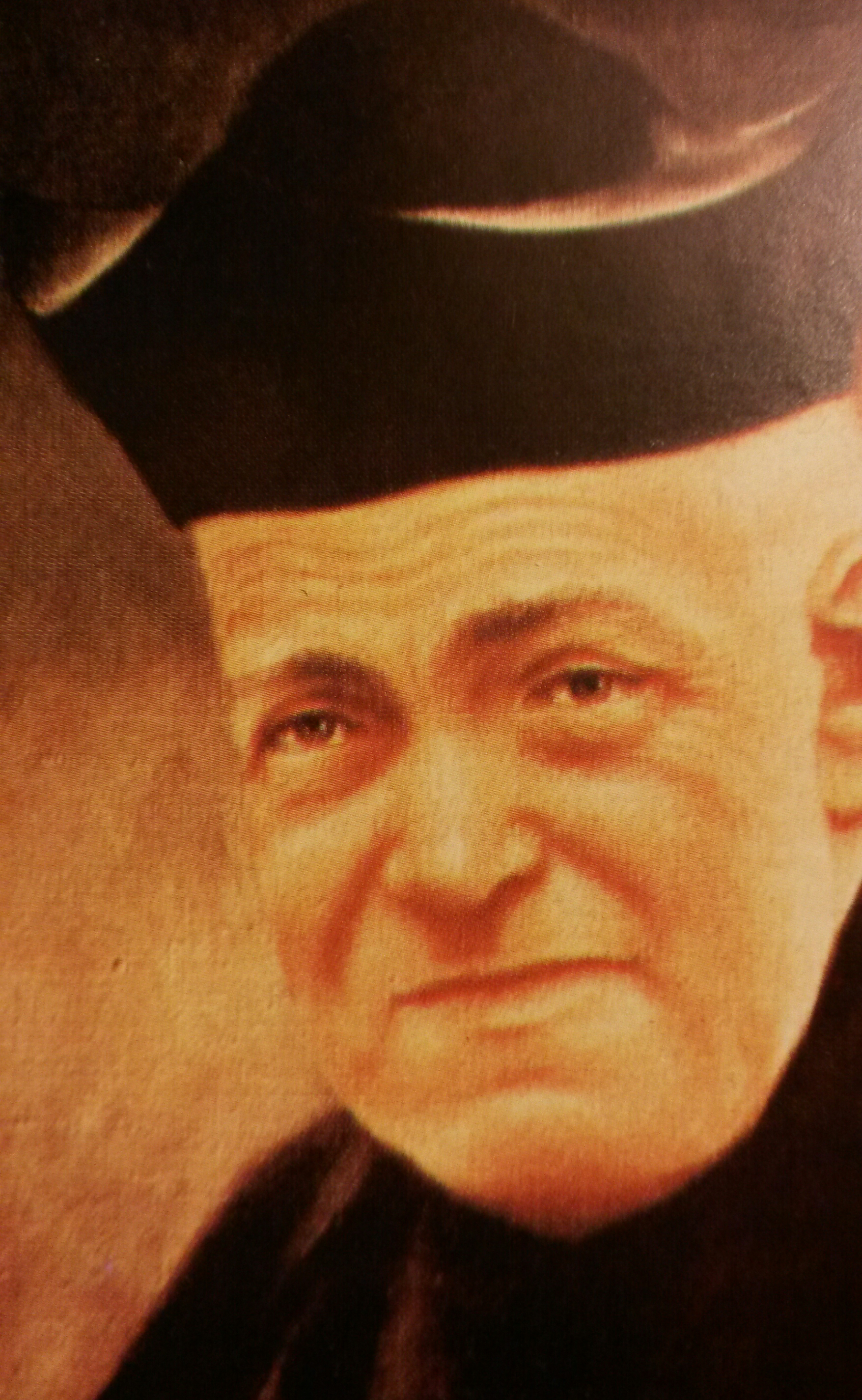
Francisco de Asís Méndez Casariego (1850-1924), sacerdote de la arquidiócesis de Madrid, fundador de las Hermanas Trinitarias.

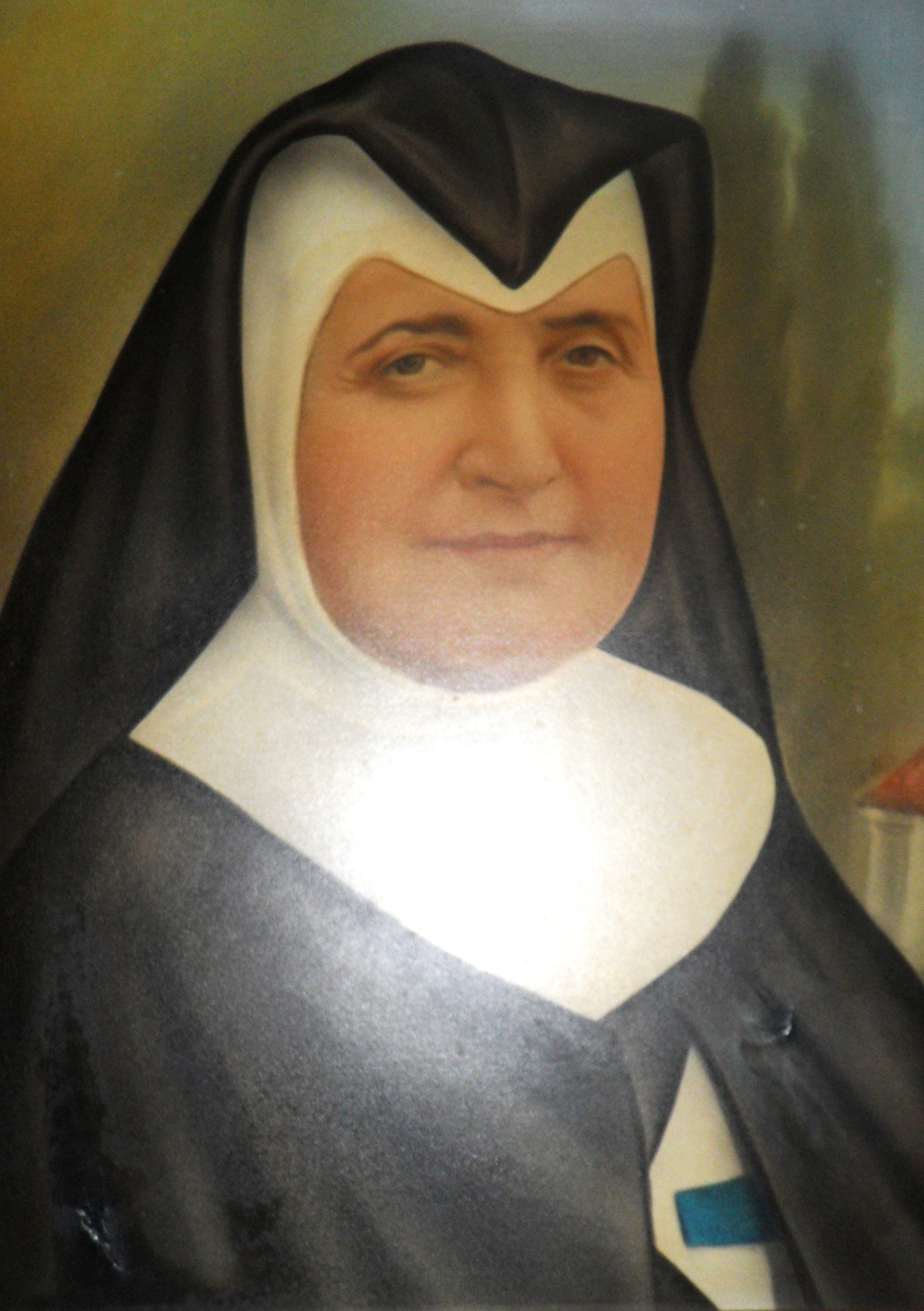
Mariana de la Santísima Trinidad (1854-1933), cofundadora del Instituto.

### Fundadores
El sacerdote madrileño Francisco de Asís Méndez Casariego, luego de su ordenación, se dedicó con especial devoción a ayudar a las personas consideradas por él, los más últimos de la sociedad. Visitaba cárceles y hospitales y ayudaba, según sus posibilidades, a los jóvenes y niños de la calle. Una de las cosas que más le impacto, fue ver cantidades de niños por las calles de la ciudad, a los que en la época les llamaban golfillos, y a mujeres que venían del campo a buscar oportunidades en la urbe, pero que muchas veces caían en manos de quienes las obligaban a prostituirse. En los ejercicios espirituales de 1879 Francisco de Asís Méndez Cariego escribe que Dios le inspira a fundar una obra que se dedique a ayudar a las jóvenes perdidas o a punto de perderse en el mundo de la prostitución o el vicio; y una casa dedicada a acoger a los golfillos.
En 1882 Francisco Méndez conoce a la joven mexicana Mariana Allsopp González-Manrique, quien desde niña llegó a España y su deseo era ingresar a una comunidad religiosa. El sacerdote le comenta su proyecto de fundación y ella se decide a ayudarle. Entre ambos dan vida al instituto de las Hermanas de la Santísima Trinidad el 2 de febrero de 1885.

### Fundación y expansión
Inmediatamente después de la ceremonia de fundación, en la Iglesia de la Encarnación, las nuevas religiosas se trasladan a su primera casa, en la calle del Obelisco, a las afueras de Madrid. En ella realizaban talleres de costura y bordado para mantener entretenidas a las jóvenes que buscaban acogida en su hogar. Con el tiempo de número de jóvenes deseosas de salir de las calles y el número de vocaciones creció de tal manera que la casa de les hizo pequeña y los recursos para mantenerlas escaseaban. Los vecinos del lugar al ver las necesidades de las religiosas y su esfuerzo por continuar la obra, las llamaban las locas del Obelisco.
En 1886 se trasladaron a la calle de Ferraz, en una casa un poco más amplia, pero allí permanecieron solo hasta 1889, cuando compraron para sí una casa en la calle del Marqués de Urquijo, donde desde entonces funciona la curia general de la congregación y desde donde salen las religiosas para las nuevas fundaciones que significaron la extensión del instituto. En vida del fundador se llevaron a cabo las fundaciones de Villanueva de Villaescusa, Sevilla, Vigo, Cáceres, Bilbao y Granada.
El 11 de abril de 1901 las religiosas recibieron la aprobación pontificia por el papa León XIII y fueron agregadas a la Orden de la Santísima Trinidad y de los Cautivos el 20 de abril de 1904. Francisco desde el principio era consiente de esta filiación a la familia trinitaria que nace bajo la inspiración de la Regla de san Juan de Mata.
En torno a los años sesenta comenzaron grandes cambios para la congregación. En 1964 las hermanas tuvieron que cerrar la obra de los llamados «golfillos» por falta de personal preparado. Los talleres y los internados fueron disminuyendo de tal manera que las religiosas han tenido que replantear su misión en la Iglesia del post-concilio Vaticano II, abriéndose especialmente a la educación de las jóvenes en escuelas, más tarde abiertas también para los varones.

### Beaterio de Sevilla

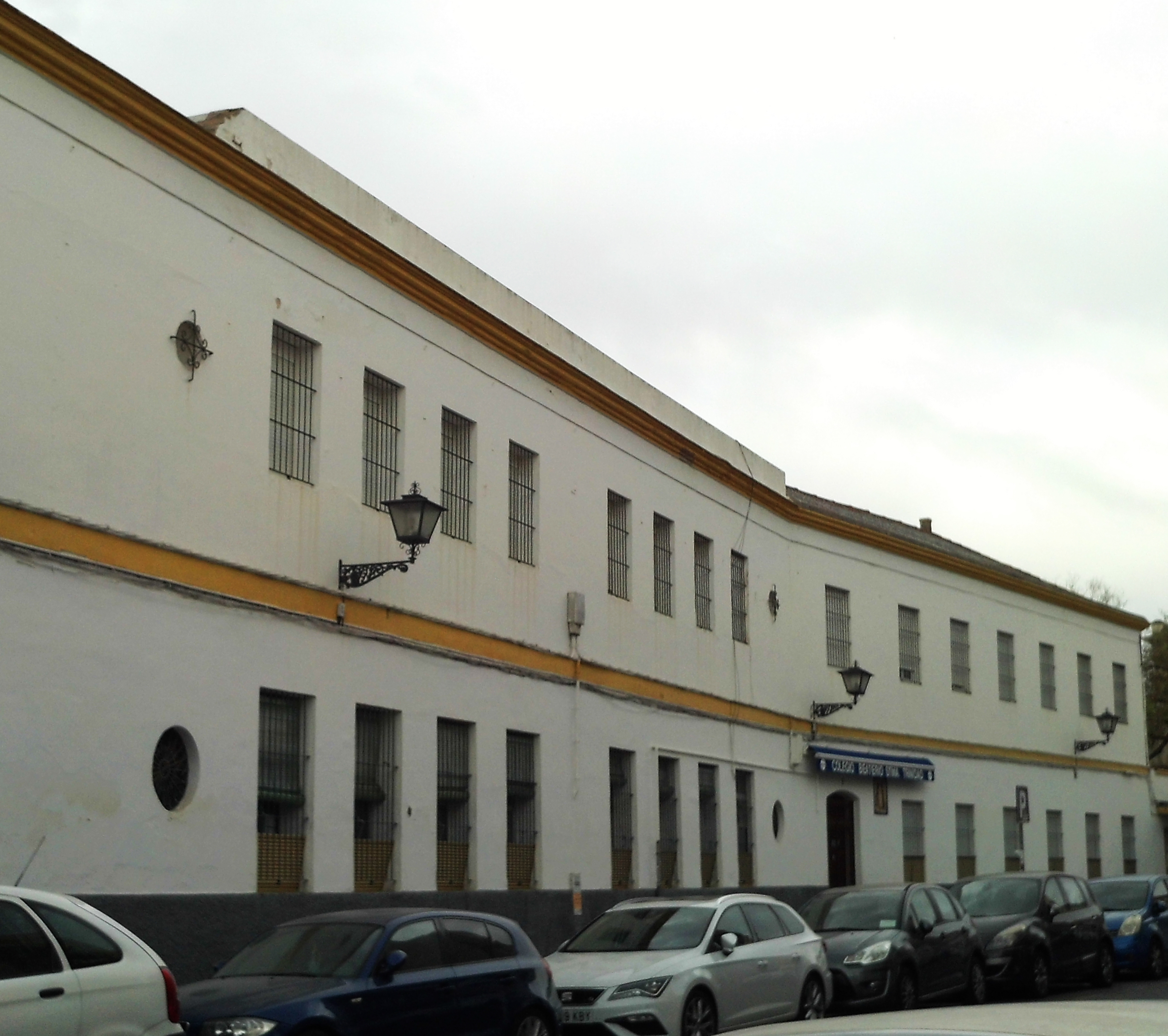
Colegio del Beaterío de la Santísima Trinidad de Sevilla.

Este beaterio fue fundado por Isabel de la Santísima Trinidad en 1719 con el fin de atender a las niñas huérfanas y abandonadas de Sevilla (España). El beaterio nació sin pretensiones de expansión, sin embargo, la crisis de vocaciones ocasionó que las hermanas trinitarias de Sevilla buscaran otros horizontes y trajeran hermanas de la India para atender el colegio.
El 8 de septiembre de 2012 las hermanas trinitarias del beaterio de Sevilla se fusionaron con la congregación de las hermanas trinitarias de Madrid. El carisma y la misión de ambas congregaciones eran afines, cosa propicia para la unión.

## Actividades y presencia

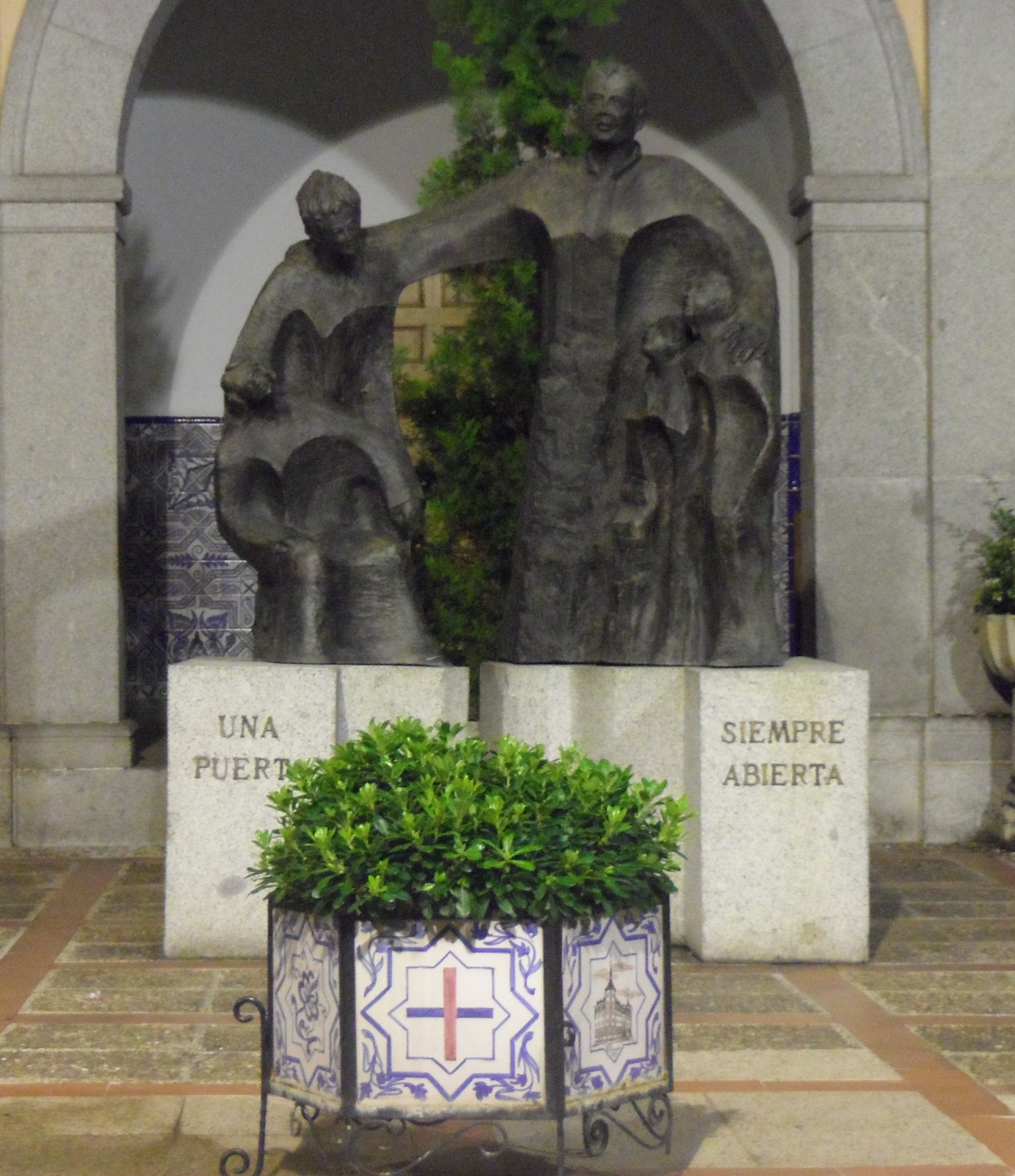
«Una puerta siempre abierta», lema de la congregación en un monumento dedicado a Francisco Méndez. Curia General de las Trinitarias en Madrid.

El instituto desde sus orígenes tiene por misión ayudar a las jóvenes que han caído en el vicio o se encuentran en peligro de caer en él. Las primeras Constituciones redactadas por el fundador, contemplaban que en las casas de las religiosas debía haber una puerta siempre abierta con el fin de acoger a las jóvenes que deseen abandonar la vida de la calle. Para ello estableció un cuarto voto, el celo por las almas, para recordar a las hermanas que ellas deben estar dispuestas, incluso al sufrimiento, para ayudar a estas jóvenes.
Según las nuevas Constituciones las religiosas con sus vidas y sus obras deben dar testimonio del Evangelio de Jesús, por medio del carisma caritativo-redentor que beben de la espiritualidad que san Juan de Mata legó a los miembros de la familia trinitaria y a través de la acogida y el acompañamiento. Siguiendo en esta línea las hermanas trinitarias trabajan en residencias juveniles, casas de acogida, pastoral penitenciaria, centros educativos, acogida en estaciones y hogares de menores o adolescentes.
Las hermanas trinitarias de Madrid contaban unas 165 religiosas, repartidas en 28 casas, presentes en siete países: España, Italia, México, Guatemala, Argentina, Uruguay e India. La curia general está en Madrid y su actual superiora general es la religiosa española Felicia Fernández López.
En 2022 una serie de denuncias de abusos sexuales en la congregación sacudió a la Argentina. Los abusos se produjeron en el hogar de las madres trinitarias contra cinco adolescentes de entre 12 a 17 años durante 2017 y 2021 en la localidad argentina de Boulogne.